# Полярний експрес
«Полярний експрес» (англ. The Polar Express) — дитячий фільм, виконаний у техніці комп'ютерної анімації 3D Роберта Земекіса 2004 року. Базується на однойменній книзі письменника Кріса Ван Олсбурга.
Підзаголовок: Якщо дуже сильно вірити в диво, воно обов'язково збудеться.

## Сюжет
Події відбуваються в місті Гранд Репідс (штат Мічиган), США близько 1935 року.
Головний герой — хлопчик Стівен. Його батьки впевнені, що він вже не вірить у Санта Клауса. Та й звісно, як можна повірити в істинність Санти, якщо проти цього свідчать газетні статті, святкова фотографія, на якій хлопчик випадково зняв з Санти бороду, а також енциклопедія, у якій Стівен прочитав, що Північний полюс, де й має мешкати дід-чарівник, який розносить подарунки малечі, непридатний для життя? Та Стівен не хоче прощатися з казкою дитинства, тому він не поспішає засинати в Святвечір, уважно прислухаючись до кожного звуку в будинку, тому що дуже хоче почути довгоочікуваний дзвін саней Санта Клауса.
І от, відбувається диво: час зупиняється, і прямо перед його будинком зупиняється потяг — «Полярний експрес». Із потяга виходить кондуктор і пропонує Стівенові, що вибіг на подвір'я в піжамі та капцях, поїхати до Північного полюсу.
Спочатку він відмовляється, проте в останній момент застрибує до поїзда. У вагоні сидять інші діти, приблизно того ж віку, що й Стівен і також у піжамах. У їх числі Ізабель, Ленні та хлопчик Біллі, який одразу не хотів сідати до експресу, а надалі сидів на самоті в сусідньому хвостовому вагоні.
Вправні офіціанти розвозять дітям гарячий шоколад. Без шоколаду лишився Біллі, тому Ізабель вирішує пригостити його. На жаль, дівчинка забула свій квиток на сидінні. Намагаючись допомогти Ізабель, Стівен іде з її квитком до хвостового вагону, де Ізабель та кондуктор розмовляють з Біллі. Та вітер вихоплює квиток із рук Стівена. Квиток падає в лісі, але за чарівною випадковістю повертається до вагону. На жаль, Стівен не помічає цього. Кондуктор просить Ізабель пройти з ним, щоб, як з'ясується згодом, допомогти машиністові. Тут Стівен помічає квиток Ізабель, і прямує за кондуктором і дівчинкою на дах потяга, де зустрічає містичного духа-зайця, який варить каву на даху засніженого експресу: він допомагає Стівену дістатися двигуна (перестрибнувши вагони на лижах) — і там, після декількох інших дивовижних пригод, Стівен віддає Ізабель її квиток.
«Полярний експрес» прибуває до Північного полюсу. Там Стівен, Ізабель і Біллі відстають від решти дітей, тому на власні очі бачать містечко ельфів, фабрику дитячих новорічних подарунків. Пізніше вони опиняються на площі, де зібралися всі ельфи та діти, які очікують Санта Клауса. Вони радісно вітають Санту, стаючи один одному на плечі, тож Стівен не може його побачити.
Біля Стівена падає дзвіночок, що зірвався з саней Санти, проте не почув його дзвону: для того, щоб почути його магічний дзвін, який діти вважають найкращим у світі звуком, треба вірити в різдвяне чудо. Стівен змушує себе повернути колишню віру, і після цього може почути той дзвін.
Далі Санта визначив того, хто першим отримає різдвяний подарунок. Цього разу ним стає Стівен, і хлопець просить дзвіночок з саней Санти. Цей дорогоцінний подарунок він ховає у кишеню свого халату.
Після цього Санта Клаус вирушає роздавати подарунки дітям усього світу, а «Полярний експрес» розвозить дітей по домівках.
У експресі Стівен із жалем бачить, що кишеня його халату продірявлена, тому він загубив дзвіночок.
Стівен повертається додому, і життя йде звичним ходом. Уранці, поспішаючи до ялинки, Стівен рве кишеню в своїм халаті (яка доти була ціла), але в подарунок отримує дзвіночок із запискою від Санти.
Із часом діти і люди перестають чути дзвін, навіть менша сестра Стівена. Сам Стівен продовжує вірити в диво, тому не перестає чути той дзвін, навіть після того, як стає дорослим.

## Саундтрек
У 2004 році в США вийшов саундтрек до мультфільму «Полярний експрес». Музику до фільму написав Алан Сільвестрі, слова до пісень написав Глен Баллард.
1. Believe, Do You Believe in Ghosts, Approaching Flat Top Tunnel (5:04)
2. Runaway Train, On the Ice, Ticket Punch, Saved by An Angel (4:51)
3. Boarding the Train, The Ride Home (8:48)
4. Returning the Lost Ticket (2:13)
5. Meeting Santa Claus (6:16)
6. Seeing Is Believing (3:46)
7. Suite From the Polar Express (6:02)
8. The Polar Express — Том Генкс (3:24)
9. When Christmas Comes to Town — Matthew Hall & Meagan Moore (4:07)
10. Hot Chocolate — Том Генкс (2:32)
11. Spirit of the Season (2:33)
12. Believe — Josh Groban (4:18)

## Критика
На сайті Rotten Tomatoes фільм отримав 56 % позитивних рецензій кінокритиків.
Річард Шикель у журналі «Time» писав, що фільм не має якоїсь делікатної чарівності, це «просто незграбна історія», котру попри недоліки варто поглянути. Різноманітні спецефекти, як-от анімації потяга, зображення льоду, виконані чудово. Проте персонажі все ж виглядають дерев'яними, а те, що на них видно кожну волосину, не означає, що це те, чого чекають глядачі. «Полярний експрес» повертає захват від перших фільмів, яким вистачало бути дечим новим у сфері розваг самим по собі.
Нелл Міноу в Common Sense Media писала — як і книга, фільм «Полярний експрес» містить чудові меседжі про важливість віри, цінність дружби, поваги та мужності, а також красу доброти до інших. Режисер Роберт Земекіс зробив досить хорошу роботу, щоб зберегти цілісність короткого сюжету, розширеного до повнометражного фільму. Аніматори зробили все можливе, щоб зберегти вигляд чудових ілюстрацій Кріса Ван Олсбурга.
Стелла Папамічел з BBC розкритикувала, що спершу спецефекти приголомшують, але згодом глядачам стає нудно від сюжету, що нікуди не рухається. Пригоди стаються одна за одною, не розкриваючи персонажів, а деякі яскраві другорядні постаті існують лише для того, щоб вразити своїм виглядом.

## Касові збори
Касові збори стрічки становлять $305,461,064 ($181,320,482 в США та $124,140,582 в решті світу).

## Цікаві факти
- Том Генкс грає в цьому фільмі відразу п'ять ролей: головного героя стрічки — хлопчика, батька героя, провідника, якому передано риси обличчя Тома Генкса, Дух Різдва та Санта Клауса[8].
- Реліз DVD-видання в Англії та США відбувся 10 листопада 2004 р.
- Це перший повнометражний фільм, де рухи всіх персонажів та їхня міміка передані оцифруванням гри акторів, тому фільм увійшов до Книги рекордів Гіннесса[8].
- На початку фільму кондуктор називає адресу будинку, де жив головний герой. Ця адреса реальна, адже за нею в дитинстві жив сам Роберт Земекіс[8].

## Джерело
- Офіційна вебсторінка (англ.)
- Мультфільм на сайті Internet Movie Database (англ.)
- Як створювали зображення та ефекти для фільму «Полярний експрес» (англ.)